# Simulium scutistriatum
Simulium scutistriatum är en tvåvingeart som beskrevs av Lutz 1909. Simulium scutistriatum ingår i släktet Simulium och familjen knott. Inga underarter finns listade i Catalogue of Life.